# Йодфа

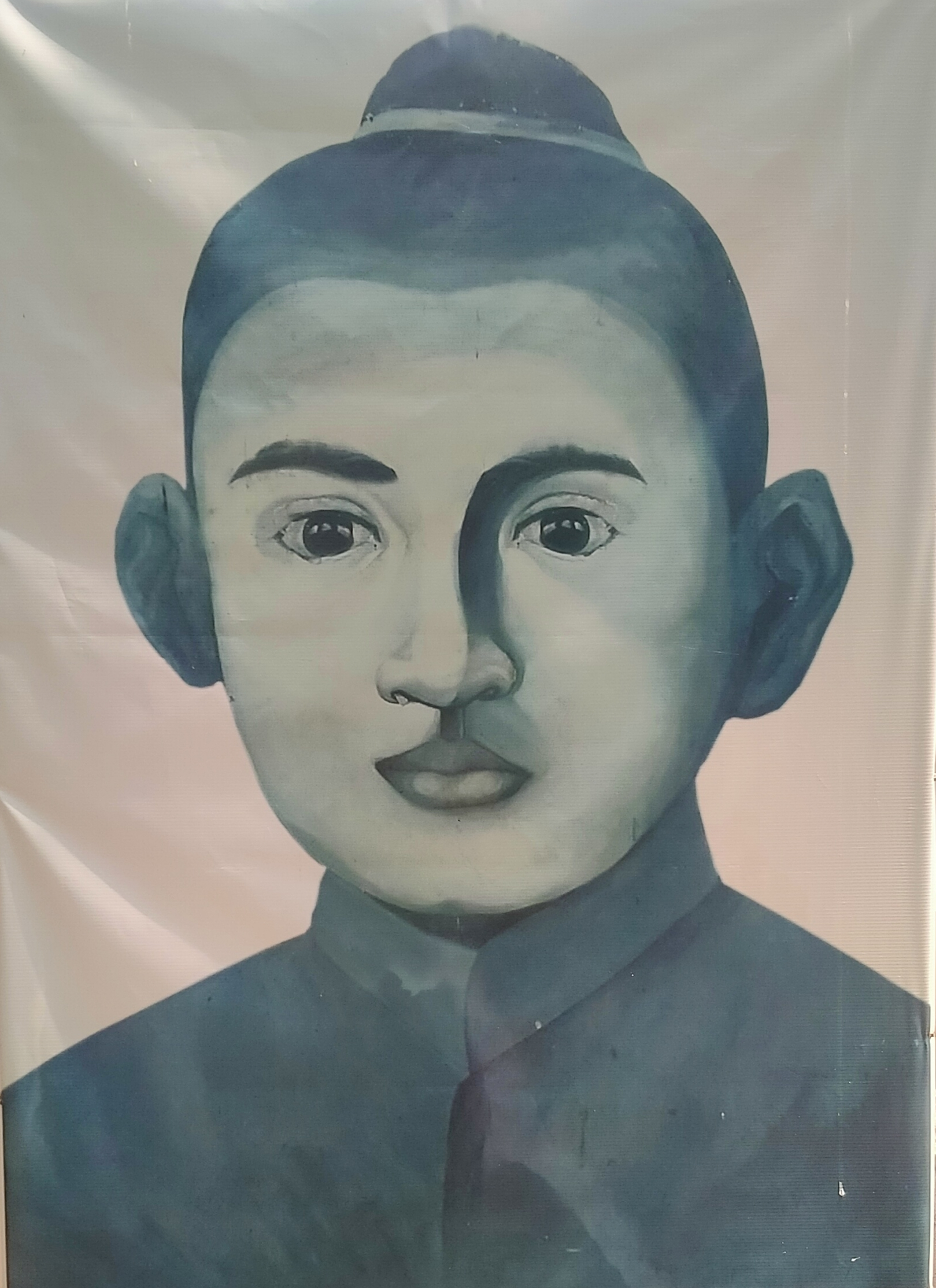
Йодфа (Йот Фа)

Йодфа (Йот Фа) (тай. ยอดฟ้า); 1536— 10 червня 1548) — 14-й володар Аюттхаї у 1546—1548 роках. Відомий також як Каеофа.

## Життєпис
Представник династії Сурханнапхум. Син володаря Чайрачи і дружини лівої руки Сі Судачан. Народився 1536 року. 1546 року після раптової Після смерті батька успадкував трон. Його матистала регентом. Щоб уникнути політичних конфліктів принц Тхіанрача став ченцем і залишався в храмі Ратчапрадіцатхан протягом усього правління Йодфа.
Йодфа полюбляв їздити верхи по полях, спостерігати за боротьбою на слонах, вчитися користуватися зброєю та навчатися. Коли Йодфа головував на герці слонів, бивень його слона на ім'я Володар вогню розламався на три частини.
При цьому фактична влада належала регентши, що стала коханкою хранителя зовнішньої каплиці, відомим під своїм титулом Фанбут Сітхеп (тай. พันบุตรศรีเทพ). Пізніше Сі Судачан наказала міністру палацових справ Ратчапхакді підвищити Фанбут Сітхепа до кхун-чіннарата (хранителя внутрішньої каплиці). Вагітна Сі Судачан від коханця для збереження свого життя вирішила позбавити сина трона й посадити туди Фанбут Сітхепа. Спочатку вона підвищила його до кхуна Воравонгсатірата, уповноваживши керувати справами призову, наказала побудувати його резиденцію поруч із Павільйоном для призову біля стін палацу, побудувати свій будинок під білою шовковицею всередині палацу та встановити царський табурет у своєму кабінеті, щоб він міг сидіти на ньому. Проти цього виступив «міністр оборони» Махасена. Тоді Сі Судачан наказала вбити міністра. Після цього регентши ніхто не протирічав.
У 1548 році Сі Судачан скликала всіх урядовців і сказала на зустрічі, що Йодфа був занадто молодий, щоб правити, і що вона ставить Кхун Воравонгзатхірата відповідальним за державне управління, доки син не будеповнолітнім. За цим наказала Міністерству палацових справ провести процесію царських колісниць, щоб привести Кхуна Воравонгсатірата до палацу та провести його коронацію. Ставши правителем, Кхун Воравонгсатірат наказав убити Йодфу в храмі Кхок Прайя.